# Juca (futbolista nacido en 1972)
Damascena Jurandy de Jesús, más conocido como Juca, (nacido el 24 de marzo de 1972) es un exfutbolista brasileño. Se desempeñaba como delantero y jugó, entre otros clubes, en Rosario Central.

## Carrera
Arrancó en Maranhao de Brasil, llegando con 21 años a Rosario Central. Luego prosiguió su carrera en el fútbol hondureño, en el portugués y nuevamente en su país.

## Clubes
| Club                         | País      | Año       |
| ---------------------------- | --------- | --------- |
| Maranhao AC                  | Brasil    | 1992      |
| Rosario Central              | Argentina | 1993-1994 |
| Marathón                     | Honduras  | 1995-1996 |
| União Madeira                | Portugal  | 1996-1997 |
| Associação Atlética Luziânia | Brasil    | 2000      |
| Tocantinópolis Esporte Clube | Brasil    | 2003      |
| Gurupi                       | Brasil    | 2004      |